# Contatualismo
O contatualismo pode ser concebido como uma "escola" no ramo da Etnologia que, apesar das várias críticas recebidas, foi uma das principais correntes do pensamento etnológico no século XX.